# Metro de Montreal
El metro de Montreal és una xarxa de ferrocarril metropolità que està format per 4 línies (68 estacions). Fou inaugurat el 1966 quan Jean Drapeau era alcalde de Montreal. La Société de transport de Montréal (STM), o "Societat de transport de Montreal" en català, gestiona el sistema. El 66,25 quilòmetres de vies són totalment soterrats i tots els trens circulen amb pneumàtics.

## Història
Projectes de metro existien ja en Montreal des de 1910, però tot se va materialitzar després l'elecció de l'alcalde Jean Drapeau. El 1962, la construcció de 2 línies (verda i taronja) va començar. Una tercera línia era planificada i havia de passar sota el Mont-Royal, tanmateix l'organització de l'Exposició Universal de 1967 va forçar l'abandó d'aquesta línia en profit de la línia groga que desserveix l'Illa Sainte-Hélène i la riba sud del Riu Sant Llorenç. El 14 d'octubre 1966 fou inaugurat el metro de Montreal; amb la terra de l'excavació, l'Illa Notre-Dame, on està situat el Circuit Gilles Villeneuve, fou creada. Pels Jocs Olímpics d'Estiu de 1976, la línia verda fou prolongada fins a l'Estadi Olímipic. El 1986, la línia blava fou també inaugurada i el 2007 la línia taronja va sortir de l'illa de Montreal per desservir Laval.

## Línies
El sistema de metro està format per 4 línies, 1-2-4-5, identificades als mapes amb colors diferents:
| Línia | Color   | Inauguració | Recorregut                                     |
| ----- | ------- | ----------- | ---------------------------------------------- |
| 1     | Verda   | 1966        | Angrignon - Honoré Beaugrand                   |
| 2     | Taronja | 1966        | Côte-Vertu - Montmorency                       |
| 4     | Groga   | 1967        | Berri-UQAM - Longueuil-Univesité-de-Sherbrooke |
| 5     | Blava   | 1986        | Snowdon - Saint-Michel                         |